# Freycinetia confusa
Freycinetia confusa är en enhjärtbladig växtart som beskrevs av Henry Nicholas Ridley. Freycinetia confusa ingår i släktet Freycinetia och familjen Pandanaceae.

## Underarter
Arten delas in i följande underarter:
- F. c. confusa
- F. c. minima